# Lake Mungo
Pour le lac, voir Lac Mungo.
Pour plus de détails, voir Fiche technique et Distribution.
Lake Mungo est un film australien réalisé par Joel Anderson, sorti en 2008.

## Synopsis
Une jeune fille, Alice Palmer, est retrouvée noyée dans le lac Mungo. Son frère, Mathew, place des caméras autour du domicile familial et croit voir le fantôme de sa sœur.

## Fiche technique
- Titre : Lake Mungo
- Réalisation : Joel Anderson
- Scénario : Joel Anderson
- Musique : David Paterson
- Photographie : John Brawley
- Montage : Bill Murphy
- Production : Georgie Nevile et David Rapsey
- Société de production : Mungo Productions et SBS Independent
- Pays de production :  Australie
- Genre : Drame, horreur, thriller
- Durée : 87 minutes
- Dates de sortie : 
  - Australie : 18 juin 2008 (Festival du film de Sydney), 30 juillet 2009

## Distribution
- Rosie Traynor : June Palmer
- David Pledger : Russell Palmer
- Martin Sharpe : Mathew Palmer
- Talia Zucker : Alice Palmer
- Tania Lentini : Georgie Ritter
- Cameron Strachan : Leith Ritter
- Judith Roberts : Iris Long
- Robin Cuming : Garret Long
- Marcus Costello : Jason Whittle
- Chloe Armstrong : Kim Whittle
- Carole Patullo : sergent Drouin
- Kirsty McDonald : Genevieve Trudeau
- James Lawson : Frederick Rosskamp
- Phillip Boltin : Dr. Kenin Slatter
- Glenn Luck : Steve Wilkie
- Simon Wilton : Clive Roy Best
- Charles Armytage : Bob Smeet
- Helen Bath : Helen Bath
- Steve Jodrell : Ray Kemeny
- Tammy McCarthy : Annie
- Natasha Herbert : Cathy Withers
- Michael Ormond Robinson : Douglas Withers
- Tamara Donnellan : Marissa Toohey
- Scott Terrill : Brett Toohey
- Stephanie Capiron : Kylie Connor
- Courtney Te'ray : Kate Hepnell
- Kimberley Bumpstead : Meredith Grbic
- Richard Kelly : Richard Brooks
- Sara Moroney : Nadia

## Accueil
Russell Edwards pour Variety décrit le film de cette manière : « une combustion lente de 65 minutes à une frayeur percutante, la photo regorge d'idées ».